# Monti (Gaiole in Chianti)
Monti (o Monti in Chianti, già San Marcellino in Avane) è una frazione del comune italiano di Gaiole in Chianti, nella provincia di Siena, in Toscana.
È la frazione più popolosa del comune di Gaiole in Chianti.

## Storia
Le origini della frazione risalgono al periodo alto-medievale e sono da ricondurre all'antico borgo di San Marcellino in Avane, o Avana, «curtis» con castello e pieve che fu giuspadronato della famiglia Ricasoli di Firenze sin dal 963. Nel 1029 qui si tenne un incontro atto a dirimere la controversia circa l'appartenenza di alcune pievi alle diocesi di Arezzo o di Siena, mentre nel febbraio 1039 la corte, castello, torre e pieve di San Marcellino furono ceduti da Azzo di Geremia Firidolfi al fratello Ridolfo.
Presso San Marcellino, inoltre, fu stabilito nel 1176 un primo confine tra lo Stato di Firenze e quello di Siena, confermato poi definitivamente nel 1203 con il noto lodo di Poggibonsi.
La frazione contava 548 abitanti nel 1833.

## Monumenti e luoghi d'interesse

### Architetture religiose

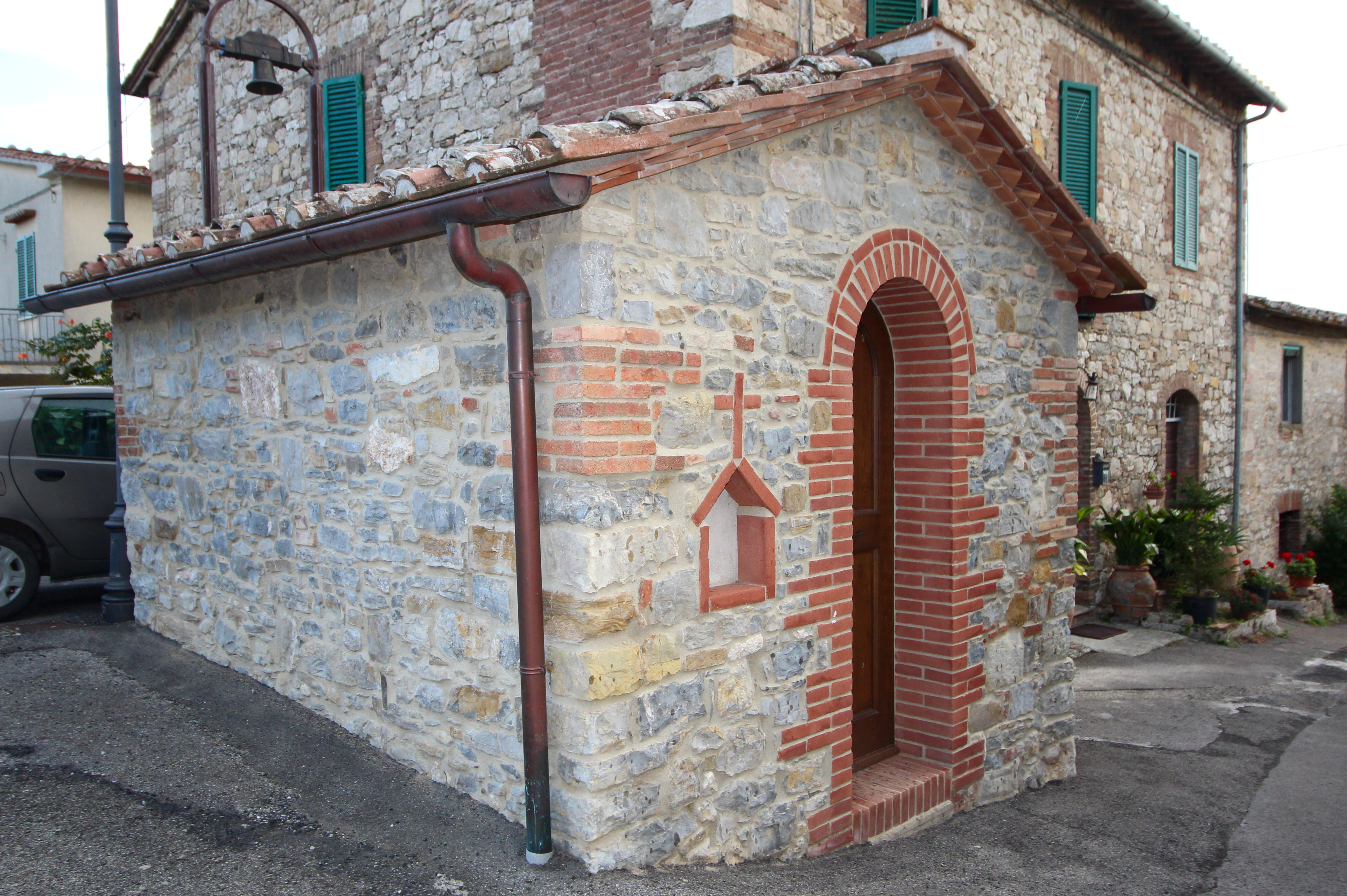
Una cappella a Monti di Sotto

- Pieve di San Marcellino,[4][5] detta anche chiesa dell'Ascensione[6][7]
- Cappella di Santa Lucia, in località Santa Lucia

### Siti archeologici
- Sito archeologico di San Marcellino (II-III secolo a.C.)[4][8]

## Geografia antropica
La frazione di Monti è costituita da un centro abitato principale, composto dal borgo, dal nucleo della pieve di San Marcellino e dalla borgata di Monti di Sotto, intorno al quale convergono alcune località minori, quali quelle di Corti di Sotto, Morelline, Podere Arbia, Porcellina, Santa Lucia e Sodine. Dipendenti dalla frazione di Monti sono anche i due nuclei adiacenti di Il Colle e San Marcellino – da non confondersi con il sito dell'omonima pieve – dove è situata la chiesa di San Marcellino in Colle, e lo storico borgo di Argenina.